# Онесін Цвітан
Онесін Цвітан (хорв. Onesin Cvitan, нар. 16 лютого 1939, Трибунь, Хорватія) — хорватський політик і правник, перший демократично обраний міський голова Спліта (1990 -1991 рр.) після демократичних змін 1990 року.

## Життєпис
У 1991  році обіймав посаду міністра внутрішніх справ Республіки Хорватії, після чого був послом Хорватії в Україні (1992-1995) та в Македонії (1995-1997).
1997 року повернувся на юридичний факультет Сплітського університету, де працює і досі. Доктор наук, професор.

## Зовнішні посилання
- Онесін Цвітан [Архівовано 15 вересня 2010 у Wayback Machine.] на вебсторінці юрфаку Сплітського університету